# J. Guimarães Menegale
José Guimarães Menegale (Guarará, 14 de setembro de 1898 — Rio de Janeiro, 9 de agosto de 1965), também conhecido como J. Guimarães Menegale ou simplesmente J. G. Menegale, foi um advogado, jurista, escritor e curador de obras artísticas no país.
Ficou conhecido, sobretudo, por suas obras ligadas ao Direito Administrativo, por ter sido um dos principais assessores do então prefeito de Belo Horizonte, Juscelino Kubitschek, e por seu mandado de segurança, anos mais tarde, em defesa do poeta João Cabral de Melo Neto naquele que ficou conhecido como um dos julgamentos históricos do Supremo Tribunal Federal.

## Biografia
Nascido em Guarará (Minas Gerais), filho do imigrante italiano Ettore Menegale 
 com Amália Guimarães Menegale., estudou no Instituto Granbery em Juiz de Fora.
Nesse mesmo instituto, estudaria depois seus irmãos, o médico juiz-forano César Menegale e o poeta Heli Menegale, ex-presidente da Academia Mineira de Letras.
J. G. Menegale é também tio da pianista mineira Berenice Menegale, uma das cofundadoras da Fundação de Educação Artística, e pai do advogado Galba Menegale, que foi diretor da Imprensa Nacional.

## Cultura
No campo cultural, J. Guimarães Menegale iniciou sua trajetória se destacando no estudo das bibliotecas públicas como forma de disseminação da cultura no Brasil  .
Anos mais tarde, foi Diretor do Departamento de Educação e Cultura de Belo Horizonte, tendo atuado como um dos principais idealizadores da biblioteca municipal da cidade, ocasião em que trabalhava para o então prefeito Juscelino Kubitschek, que governou o município entre 1940 e 1945.
Nesse período, por encomenda de Juscelino, J. Guimarães Menegale organizou e foi junto com o pintor Guignard um dos curadores da Exposição de Arte Moderna em Minas Gerais de 1944, também apelidada como "Semaninha de Arte Moderna", 22 anos após a histórica Semana de Arte Moderna de São Paulo.
Deste evento, patrocinado pela Prefeitura de Belo Horizonte sob comando do futuro presidente brasileiro, participaram diversos artistas, entre eles Tarsila do Amaral, Volpi, Anita Malfatti, Burle Marx, Portinari, Di Cavalcanti, Djanira, Victor Brecheret, Iberê Camargo e Lasar Segall. O evento ficou conhecido por ser uma das primeiras manifestações públicas de JK em apreço ao modernismo. 

## Direito

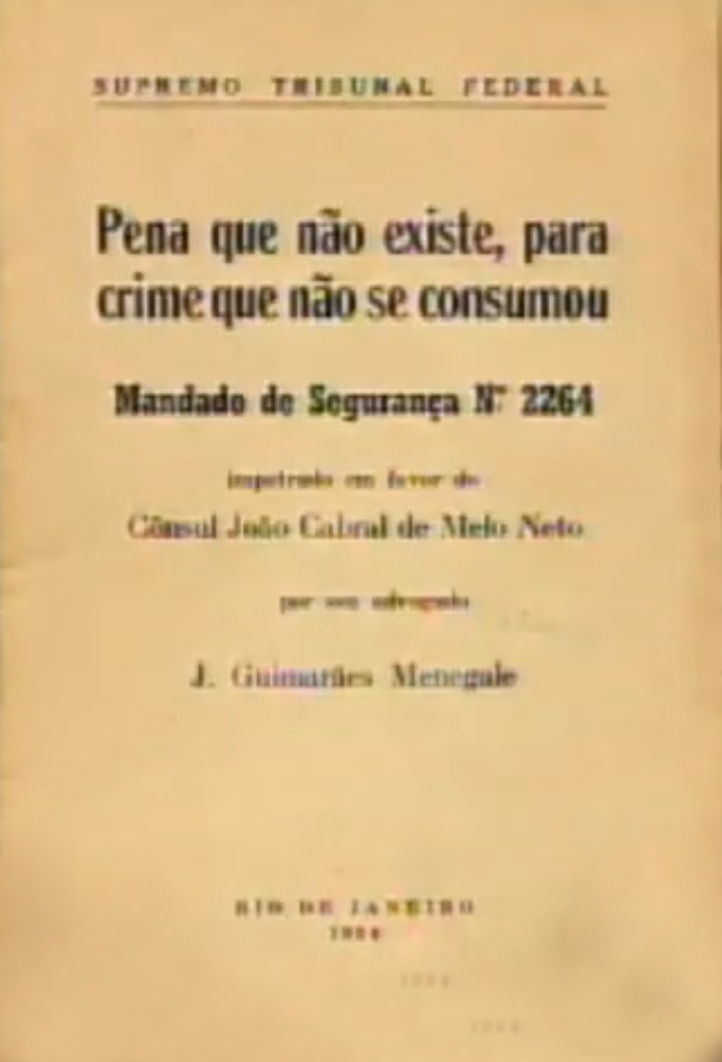
Capa da publicação "Pena que não existe, para crime que não se consumou", de 1954 e editada pelo Supremo Tribunal Federal com a íntegra do mandado de segurança impetrado pelo advogado J. G. Menegale em defesa do escritor João Cabral de Melo Neto.

Formado em Direito pela Universidade Federal de Minas Gerais, J. Guimarães Menegale se notabilizou como tradutor e autor de obras jurídicas, tornando-se, sobretudo, especialista em Direito Administrativo.
Na advocacia privada, em seu escritório particular, defendeu o escritor João Cabral de Melo Neto perante o Supremo Tribunal Federal contra o seu afastamento funcional do Ministério das Relações Exteriores. Na ocasião, Cabral de Melo Neto era acusado de tentar formalizar um partido político de viés comunista, à época proibido.
O mandado de segurança escrito por Menegale em 1953, que recebeu o título de "Pena que não existe, para crime que não se consumou", julgado em 1954, entrou no rol de um dos "Julgamentos Históricos" do STF, sendo também um dos episódios de uma série de documentários de 2003 na TV Justiça que abordou os julgamentos mais marcantes do tribunal.

## Obras
- O que é e o que deve ser a biblioteca pública. 1932;
- Da elaboração orçamentária, Rio de Janeiro, 1940;
- Explicação de Portugal, 1941;
- O que é a Constituição - Coleção Educar, Série Moral e Civismo Nº 18, 1947;
- O Estatuto dos Funcionários, Forense, 1962;
- Direito administrativo e ciência da administração, 3 vols., Rio de Janeiro, 1957;
- Doutrina Contribuição à Teoria do Processo Administrativo

### Tradutor
- CHIOVENDA, Giuseppe. Instituições de direito processual civil, São Paulo, 1943-45;
- LIEBMAN, Enrico Tullio. Das oposições de méritos no processo de execução, São Paulo.

### Ficção
Na Literatura de ficção, José Guimarães Menegale escreveu O Poeta Nº 2, embora seja mais conhecido no meio jurídico pelas obras relacionadas ao Direito Administrativo

## Descendência
Casado com: Deolinda Lemes Menegale, tiveram como filhos:
- José Wilson Menegale
- Maria Amália Menegale Cancela
- Galba Menegale
- Marília de Dirceu Menegale